# Restaurants Rosso
Rosso est une chaîne de restaurants italiens en Finlande.
Rosso est une filiale du groupe S-ryhmä. 

## Présentation
Les Rossos sont des restaurants de style italien situés en centre-ville, généralement dans les centres commerciaux ou les hôtels Sokos,. 
En juillet 2019, il y a 26 restaurants Rosso.